# Atel Holding

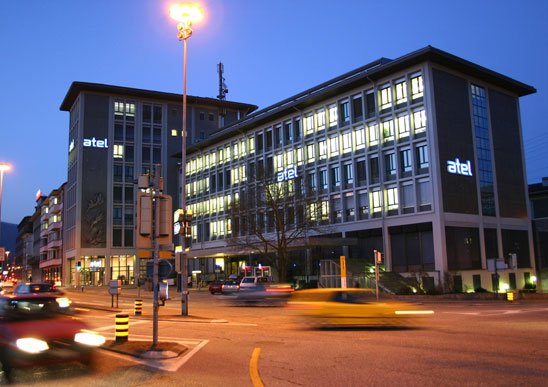
Atel-Hauptsitz in Olten

Die Atel Holding AG war eine Schweizer Unternehmensgruppe auf dem Gebiet des Energiehandels. Sie entstand am 7. November 2007 durch Umbenennung der Motor-Columbus AG und ging Ende Januar 2009 in die neu gegründete Alpiq Holding AG auf. Die im Bereich der Energiewirtschaft operativ tätigen Gesellschaften waren in der Atel-Gruppe (Aare-Tessin AG für Elektrizität) zusammengefasst. Die Atel Holding hielt 100 Prozent der Atel-Aktien.
Die gesamte operative Tätigkeit der Gruppe ging auf den 1. Februar 2009 an die Alpiq-Gruppe über. Die Atel-Gruppe beschäftigte in ihrem letzten Geschäftsjahr 2008 9'944 Mitarbeiter und erwirtschaftete einen Umsatz von 12,897 Milliarden Schweizer Franken. Die Aktien der Atel Holding waren bis am 26. Januar 2009 an der Schweizer Börse SIX Swiss Exchange kotiert.

## Geschichte
Am 31. Oktober 1894 wurde das Elektrizitätswerk Olten-Aarburg (EWOA) gegründet – ein Vorläuferunternehmen der späteren Atel – um mit dem neu zu bauenden Kraftwerk Ruppoldingen die Stromversorgung für die beiden Städte Olten und Aarburg sicherzustellen. Im Januar 1903 beteiligte sich die Motor AG, Baden am Unternehmen. Im Sommer 1909 bezog das EWOA sein Verwaltungsgebäude an der Bahnhofstrasse in Olten. Mit der Fertigstellung der Gotthardleitung 1933 durch die Motor-Columbus wurde unter deren Federführung die EWOA am 30. Juni 1936 mit der Tessiner Kraftwerke AG (Officine Elettriche Ticinesi (Ofelti)) zur Aare-Tessin Aktiengesellschaft für Elektrizität (Atel) fusioniert. Diese bestreitet seit 1940 den Stromtransport von der Nord- bis zur Südgrenze der Schweiz. Die Lukmanierleitung wurde 1949 als zweite Nord-Süd-Transversale fertiggestellt. Mit der Stauung des Lac d’Emosson mit Unterstützung der Schweizerischen Bundesbahnen (SBB) entstand 1975 der zweitgrösste Stausee der Schweiz. 1979 wurde das Kernkraftwerk Gösgen in Betrieb genommen. 1999 begann die Stromhandelsgesellschaft mit der Umstrukturierung zu einer Holding mit einer Vielzahl von Tochtergesellschaften. Im Jahr 2000 übernahm Atel mit der GAH-Gruppe ein führendes Energieservice-Unternehmen in Deutschland. 2002 folgten Edipower in Italien, Csepel in Ungarn, ECKG und Entrade in Tschechien.
Am 19. Dezember 2008 gaben die Atel Holding und die EOS Holding in einer gemeinsamen Medienmitteilung die seit Herbst 2005 vorbereitete Fusion zur neuen Alpiq Holding AG bekannt. Diese nahm die operative Tätigkeit am 1. Februar 2009 auf.

## Unternehmensstruktur
Die Atel-Gruppe war in den zwei Hauptsegmenten Energie und Energieservice tätig.
Im Segment Energie setzte Atel auf die Kombination von Handel, Vertrieb, Produktion und Übertragungsnetz.
Energieservice stand für sämtliche technischen Dienstleistungen im Zusammenhang mit der Erzeugung, Übertragung und Anwendung von Energie. Die Atel-Installationstechnik-Gruppe (AIT) war in der ganzen Schweiz tätig und deckte auch in angrenzenden Ländern die Energieversorgungs-, Verkehrs- und Gebäudetechnik ab. Die GAH Gruppe war ein etabliertes Energieserviceunternehmen in Deutschland. Sie erbrachte in Nord- und Osteuropa vielfältige Dienstleistungen in der Energie- und Anlagentechnik sowie in der Energieversorgungs- und Kommunikationstechnik.

### Management
| Name                | Funktion                                       |
| ------------------- | ---------------------------------------------- |
| Rainer Schaub       | Präsident Verwaltungsrat                       |
| Giovanni Leonardi   | CEO                                            |
| Kurt Baumgartner    | CFO                                            |
| Reinhold Frank      | Leiter Energie Zentral-Europa                  |
| Herbert Niklaus     | Leiter Energie Schweiz / Leiter Energieservice |
| Heinz Saner         | Leiter Management Services                     |
| Antonio M. Taormina | Leiter Energie West-Europa                     |

### Kennzahlen
| Kennzahlen der Atel-Gruppe 2008 und in Klammern 2007                  | Kennzahlen der Atel-Gruppe 2008 und in Klammern 2007 | Kennzahlen der Atel-Gruppe 2008 und in Klammern 2007 |
| --------------------------------------------------------------------- | ---------------------------------------------------- | ---------------------------------------------------- |
| Energieabsatz                                                         | TWh                                                  | 96,328 (128,841)                                     |
| Nettoumsatz                                                           | Mrd. CHF                                             | 12,897 0(13,452)                                     |
| Segment Energie                                                       | Mrd. CHF                                             | 10,712 0(11,505)                                     |
| Segment Energieservice                                                | Mrd. CHF                                             | 2,242 0(1,959)                                       |
| Ergebnis vor Finanzierung, Ertragssteuern und Abschreibungen (EBITDA) | Mrd. CHF                                             | 1,281 0(1,253)                                       |
| Ergebnis vor Finanzierung und Ertragssteuern (EBIT)                   | Mrd. CHF                                             | 1,001 0(1,005)                                       |
| Gruppengewinn                                                         | Mio. CHF                                             | 733 0(778)                                           |
| in % des Nettoumsatzes                                                | %                                                    | 5,7 0(5,8)                                           |
| Nettoinvestitionen                                                    | Mrd. CHF                                             | 1,050 0(0,591)                                       |
| Total Eigenkapital                                                    | Mrd. CHF                                             | 3,830 0(3,621)                                       |
| Mitarbeitende (durchschnittlicher Bestand in Vollzeitstellen)         |                                                      | 9 944 0(9 034)                                       |

### Aktionariat
(Stand 31. Dezember 2008)
| Aktionär                       | Kapital- und Stimmrechtsanteil |
| ------------------------------ | ------------------------------ |
| EDF Alpes Investissements Sàrl | 23,15 %                        |
| EOS Holding                    | 18,56 %                        |
| Elektra Birseck Münchenstein   | 18,07 %                        |
| Elektra Baselland Liestal      | 9,44 %                         |
| Kanton Solothurn               | 7,42 %                         |
| A2A S.p.A.                     | 6,43 %                         |
| Energie Baden-Württemberg      | 2,86 %                         |
| Aziende Industriali di Lugano  | 2,81 %                         |
| Eniwa AG                       | 2,65 %                         |
| Aktien im Eigenbesitz          | 1,44 %                         |
| Wasserwerke Zug                | 1,22 %                         |
| Streubesitz                    | 5,95 %                         |

### Wichtigste Konzerngesellschaften
Schweiz
- Atel Hydro AG (Kraftwerksgesellschaft)
- Atel Hydro Ticino SA (Kraftwerksgesellschaft)
- Atel Installationstechnik AG (Energiedienstleistungsgesellschaft)
  - Kummler + Matter AG
- Atel Trading (Handelsgesellschaft)
- Atel Netz AG (Übertragungsgesellschaft)
- Società Elettrica Sopracenerina (Versorgungsgesellschaft)

Tschechische Republik
- Atel Ceská republika, s.r.o (Vertriebsgesellschaft)
- Kladno Energy Businesses (KEB) (Kraftwerks- und Versorgungsgesellschaft)
- Atel Energetika Zlín s.r.o (Vertriebsgesellschaft)

Frankreich
- Atel Energie SAS (Vertriebsgesellschaft)

Deutschland
- Atel Energie AG (Vertriebsgesellschaft)
- GAH Anlagentechnik Heidelberg GmbH (Energiedienstleistungsgesellschaft)

Ungarn
- Atel Energia Kereskedö Kft. (Vertriebsgesellschaft)
- Csepel Energia Kft. (Kraftwerksgesellschaft)

Griechenland
- Atel Hellas S.A. (Vertriebsgesellschaft)

Italien
- Atel Energia S.p.A. (Vertriebsgesellschaft)

Norwegen
- Energipartner AS (Vertriebsgesellschaft)

Polen
- Atel Polska Sp. z o.o. (Vertriebsgesellschaft)

Spanien
- Atel Energia SA (Vertriebsgesellschaft)

Finnland
- Energiakolmio Oy (Energie- und Portfoliomanagement)

## Geschäftsfelder

### Produktion

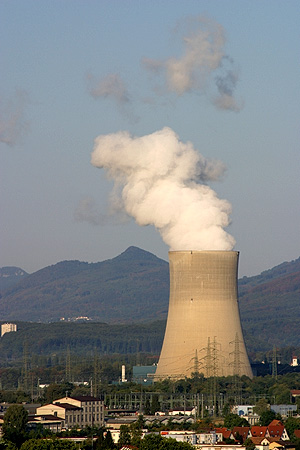
Das Kernkraftwerk Gösgen

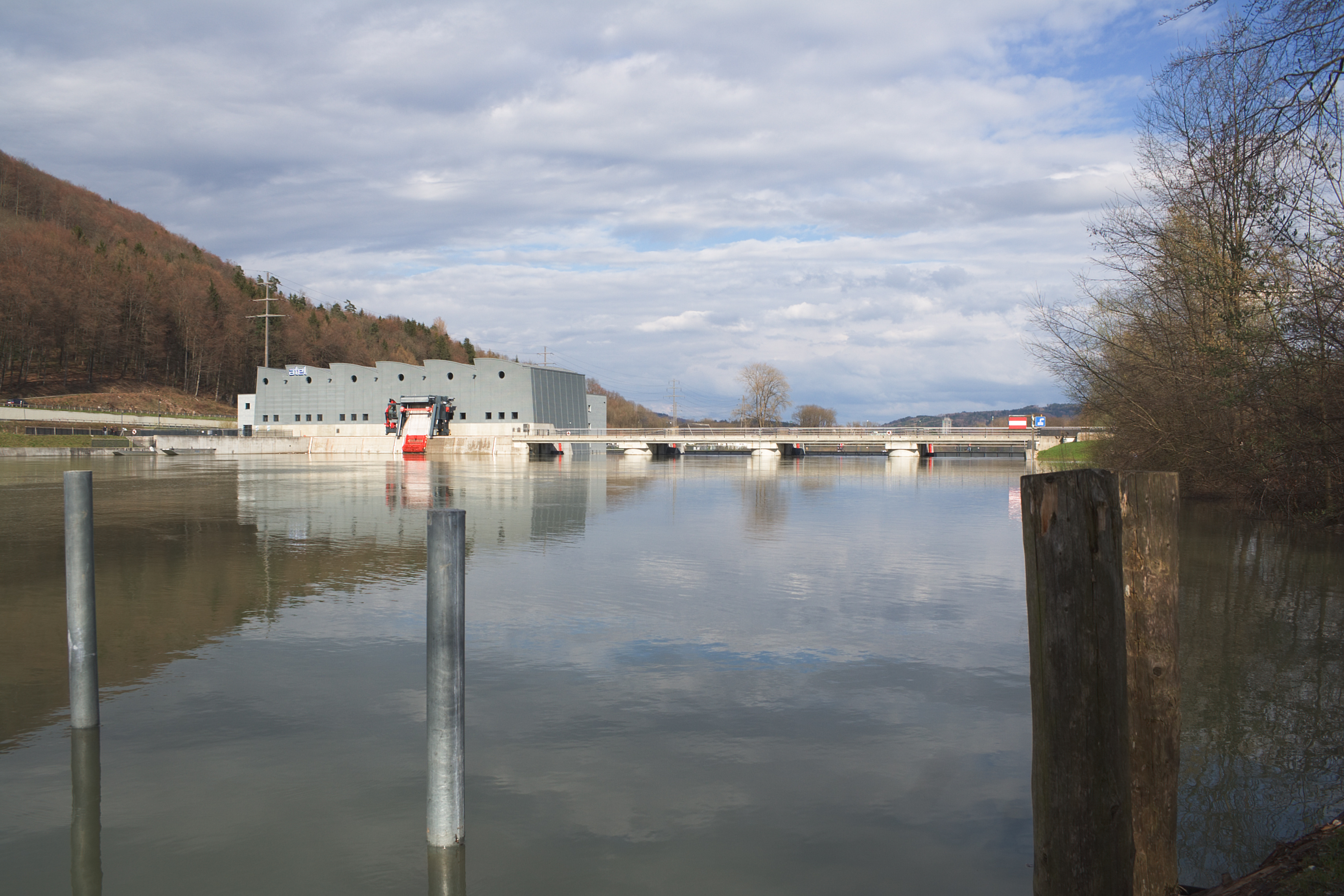
Das Flusskraftwerk Ruppoldingen nach der Erneuerung

Atel besass und betrieb Kraftwerke in der Schweiz, Italien, Ungarn und Tschechien. Diese versorgten die Kunden mit Energie aus Wasser-, Gas- und Kernkraft sowie Kohle. Pro Jahr produzierten sie rund 16'200 GWh Strom, was einem Viertel des Schweizer Strombedarfs entsprach.

#### Hydraulische Kraftwerke
Schweiz
- Flumenthal (100 %)
- Gösgen (100 %)
- Lucendro und Sella (100 %)
- Ruppoldingen (100 %)
- Gougra (65 %)
- Emosson (50 %)
- Zervreila (30 %)
- Ryburg-Schwörstadt (25 %)
- Engadin (22 %)
- Blenio (17 %)
- Maggia (12,5 %)
- Massa (11,5 %)
- Klingnau (10 %)
- Hinterrhein (9,3 %)
- Simplon (1,7 %)

Italien
- Mese (20 %)
- Tusciano (20 %)
- Udine (20 %)

#### Thermische Kraftwerke
Italien
- Vercelli (95 %)
- Novel (51 %)
- Cerreto Castello (60 %)
- Brindisi (20 %)
- Chivasso (20 %)
- Piacenza (20 %)
- San Filippo del Mela (20 %)
- Sermide (20 %)
- Turbigo (20 %)

Tschechische Republik
- Kladno (100 %)
- Kladno GT (100 %)
- Zlín (100 %)

Ungarn
- Csepel I + II (100 %)

#### Kernkraftwerke
Schweiz
- Kernkraftwerk Gösgen (40 %)
- Kernkraftwerk Leibstadt (27 %)

#### Windkraftanlagen
Italien
- Ramacca (49 %)
- Marineo (49 %)

### Handel
Atel Trading war eine hundertprozentige Tochtergesellschaft der Aare-Tessin AG für Elektrizität. Sie besass seit 1999 eine Lizenz als Effektenhändlerin und stand unter Aufsicht der Eidgenössischen Bankenkommission (EBK). Atel Trading handelte mit Strom, Gas, Kohle, Öl und Zertifikaten an den folgenden europäischen Energiebörsen: APX (Holland), Belpex (Belgien), Borzen (Slowenien), Endex (Holland), EEX (Deutschland), EXAA (Osterreich), GME (Italien), ICE (Grossbritannien), NordPool (Norwegen), OMEL (Spanien), OTE (Tschechische Republik), PNX (Frankreich), PolPX (Polen).

### Energiedienstleistungen
Atel bot technische Dienstleistungen im Zusammenhang mit der Erzeugung, Übertragung und Anwendung von Energie sowie Lösungen im Bereich der Kommunikation und Verkehrstechnik an. Dazu gehörten:
- Anlagentechnik (Auszug)
  - Chemischer und Petrochemischer Anlagenbau
  - Industrielle Medienversorgung
  - Industrieautomation
  - Versorgungstechnik
  - Brandschutztechnik

- Energieerzeugung (Auszug)
  - Kraftwerke
  - Alternative Energien

- Energieversorgungstechnik (Auszug)
  - Hochspannungsleitungen
  - Rohrleitungsbau
  - Beleuchtungsanlagen

- Kommunikationstechnik (Auszug)
  - Mobilfunknetze
  - Festnetze

- Verkehrstechnik (Auszug)
  - Fahrleitungsanlagen
  - Bahnsicherungs- und Signaltechnik

- Gebäudetechnik (Auszug)
  - Elektroinstallationen
  - Heizungs-, Lüftungs-, Klima- und Sanitäranlagen (HLKS)
  - Sicherheit und Automation

### Vertrieb und Beschaffungsberatung
Atel bot Energielösungen für Stadtwerke, regionale Stromversorger, Industrieunternehmen und Einkaufskooperationen an. Haushalte und Gewerbe wurden in einigen Ländern durch Tochtergesellschaften und Partner im Bereich Versorgung mit Strom, Gas oder Wärme beliefert.
Angebotene Lösungen
- Fahrplanlieferung
- Vollversorgung
- Indexierte Produkte
- Paneuropäische Stromlieferung
- Multisite-Belieferung
- Marktzugang zur Börse
- Mittel- bis langfristige Beschaffungsoptionen
- Off-take (Abnahme von überschüssiger Stromproduktion)
- Lieferung von grüner Energie

### Übertragung
Atel (Atel Netz AG) war in der Schweiz als Netzbetreiberin tätig. Im Tessin und in der Nordwestschweiz versorgte sie die Haushalte und die Wirtschaft mit elektrischer Energie. Rund 90 % des Netzes waren mit Lichtwellenleitern zur Informationsübertragung ausgestattet. Das Leitungsnetz von Atel hatte in der Schweiz eine Länge von 980 km und umfasste 19 Unterwerke. Am schweizerischen Stromtransportnetz besass Atel einen Anteil von knapp 20 %.

#### Fernleitungen (Auszug)
Übertragungsleitung Froloo (Kanton Basel-Landschaft) – Gösgen (Kanton Solothurn)
Im Übertragungsnetz der Atel befand sich die 220-kV-Leitung Froloo-Gösgen.
In Gösgen besass die Atel ihr wichtigstes Unterwerk, das auch den Strom vom Kernkraftwerk Gösgen-Däniken aufnahm. Eine in den späten 1960er Jahren erstellte Energiestrasse war dort für 380 kV ausgelegt und belieferte mit 3 Stromkreisen das Oberbaselbiet mit Energie. Zu diesem Zweck war sie mit zur Hälfte mit dem Unterwerk in Ormalingen verbunden. Die Fortsetzung der Leitung konnte «nur» 220 kV fassen. Die Leitung Froloo-Gösgen teilte ihre Masten bis in die Lachmatt bei Pratteln mit einer 380-kV-Leitung von Gösgen in die Asphard zwischen Kaiseraugst und Rheinfelden. Markant war der Umspannmast bei Itingen mit einer 2-Eben-Anordnung: Zur Kreuzung mit der Gemmileitung wurde dieser Spezialmast erstellt. Es handelte sich nicht um einen richtigen Donaumast – 4 Stromkreise waren oben und 2 unten.
Auf dem Abschnitt von der Lachmatt in die Froloo durchquerte die nur noch für 220 kV ausgelegte Leitung ein Industriequartier in Münchenstein und das basellandschaftliche Bruderholz. Ein Ausbau auf 380 kV kam bis Anhin nicht zustande. Das der Atel gehörende Unterwerk Froloo befand sich an einem Waldrand bei Therwil und fasst auch von Brislach her kommende, für die Stadt Basel vorgesehene Elektrizität. Diese Energie wurde an den Masten der Leitung Froloo-Gösgen in die Lachmatt transportiert und dort für die örtliche Belieferung transformiert. Die gesamte Übertragungsanlage gehörte der Atel.
Übertragungsleitung Mettlen (Kanton Luzern) – Gösgen (Kanton Solothurn)
Ein Meilenstein in ihrer Geschichte war der höchst umstrittene Ausbau der 220-kV-Leitung Mettlen-Gösgen auf 380 kV im Juli 2003. Die Hälfte dieser Leitung war zwar für 380 kV ausgelegt, wurde aber nur mit 220 kV bespannt.
Zwischen Mettlen und Gösgen verlief eine weitere 380-kV-Leitung, die von den CKW an die Atel überging und die Gemeinde Uerkheim im Kanton Aargau tangierte. Das Vorhaben der Atel, die Energiestrasse für 400 kV auszubauen, war für viele Dorfbewohner in den 1990ern eine Schreckensmeldung. Nur wenige Masten dieser Leitung wurden durch 400-kV-Tragwerke ersetzt. Die übrigen Masten entsprachen dem Baustil der Centralschweizerischen Kraftwerken.
Gemeinschaftsleitung mit den Axpo AG
Ausserdem war die Atel Netz AG Teilhaberin der Axpo-Hochspannungsleitung Laufenburg-Münchwilen-Asphard-Lachmatt. Etwa auf der Höhe von Möhlin wechselt die 220/380-kV-Energiestrasse ihre Besitzerin.
Projekte
- In den 1990er Jahren scheiterte das Projekt einer 380-kV-Leitung von der Froloo nach Sierentz an Einsprachen von Anwohnern. Die ATEL wäre Teilhaberin der Energiestrasse geworden.
- Die IWB (Industrielle Werke Basel), die für die Stromversorgung der Stadt Basel zuständig ist, wollte ihre 150-kV-Leitung von Brislach in die Froloo durch eine 220-kV-Leitung ersetzen, die von der ATEL hätte gebaut werden müssen. Diese Energiestrasse war vor allem gedacht, um Elektrizität von den Kraftwerken Oberhasli (KWO) über die Unterwerke in Flumenthal und Brislach nach Basel zu transportieren.
- Ein Abschnitt für die Stromzufuhr von den KWO nach Basel – von Bickingen in der Gemeinde Wynigen BE nach Flumenthal – wurde für 132 und 220 kV ausgebaut und besteht heute als Bündelleitung.
- In der Zentralschweiz befinden sich die Gotthardleitung und die Lukmanierleitung, die von den Centralschweizerischen Kraftwerken übernommen wurden, in einer Ausbauphase (siehe auch Lukmanierleitung).